# جیا نای
نازاکت مهموت (انگلیسی: Nazaket Mexmut; چینی: 那扎开提·买合木提) که با نام‌های جیا نای یا کانا نیز شناخته می‌شود، بازیگر اهل چین است. او از تبار اویغور و اهل منطقهٔ خودمختار سین‌کیانگ است.

## فیلم‌شناسی

### مجموعه تلویزیونی
| سال  | عنوان                                    | نقش           | توضیحات | منابع       |
| ---- | ---------------------------------------- | ------------- | ------- | ----------- |
| ۲۰۲۲ | یک رؤیای باشکوه                          | ژانگ هائوهائو |         | [ ۱ ] [ ۲ ] |
| ۲۰۲۳ | عاشقانه گل‌های دوقلو                      | ون ون         |         | [ ۳ ]       |
| ۲۰۲۳ | قرار با آینده                            | یو شی‌شی       |         | [ ۱ ]       |
| ۲۰۲۳ | قرار با آینده                            | یان شوانگ     |         | [ ۴ ]       |
| ۲۰۲۴ | شمشیر و پری ۶                            | شو شوان       |         | [ ۱ ]       |
| ۲۰۲۴ | برادر                                    | شی لین        |         | [ ۵ ]       |
| ۲۰۲۴ | عشق و شمشیر                              | لین وانسی     |         | [ ۳ ]       |
| ۲۰۲۴ | نبرد من با ازدواج                        | تیان کویزی    |         | [ ۱ ]       |
| ن/م  | Fox Spirit Matchmaker: Sword and Beloved | لیو لی        |         | [ ۶ ]       |
| ن/م  | All Rise                                 | یان فی        |         | [ ۷ ]       |